# Zoe z Rzymu

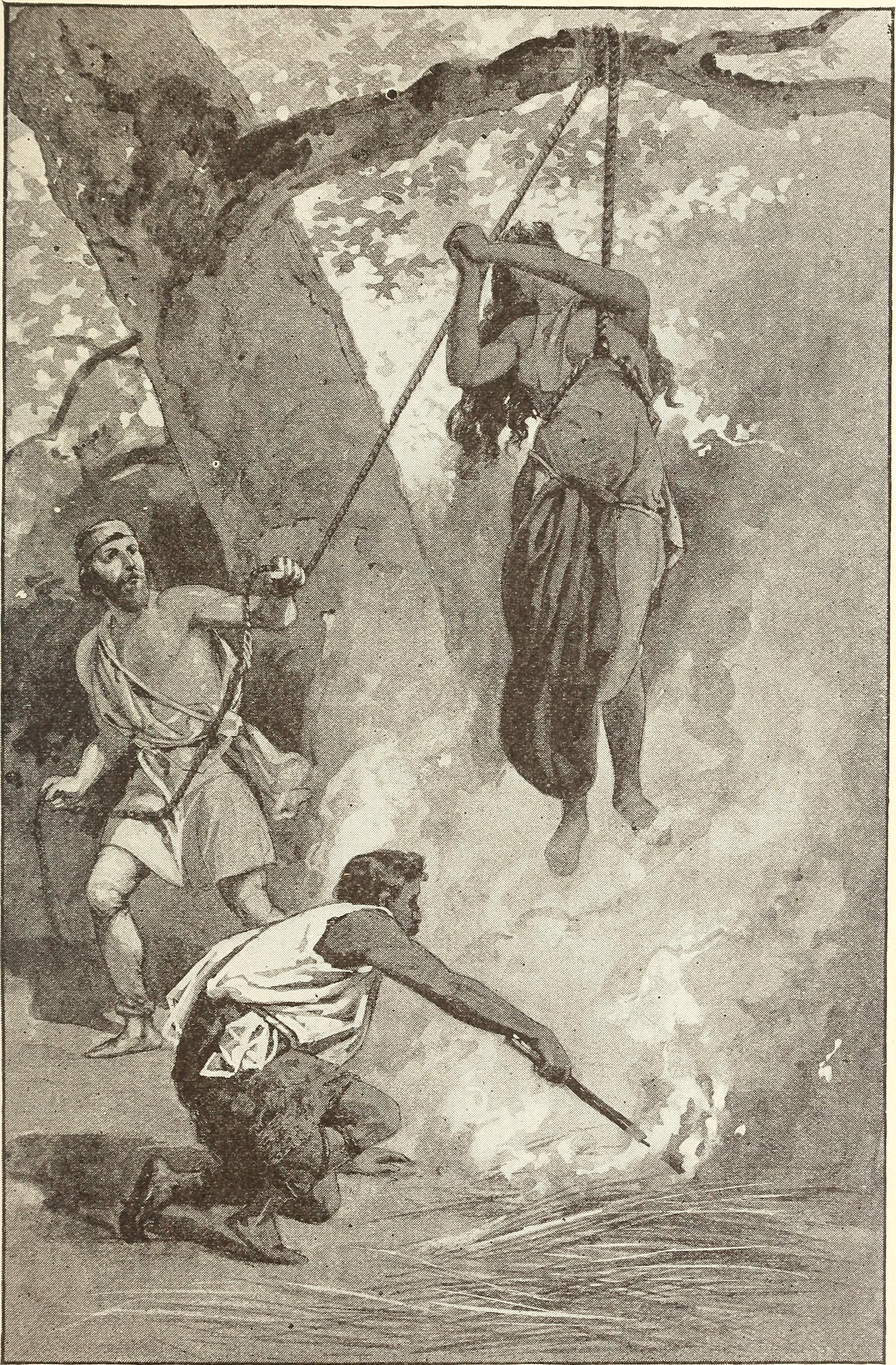
Męczeństwo św. Zoe w XIX-wiecznym zbiorze grafik Christian heroes and martyrs

Zoe z Rzymu (zm. 5 lipca 286 w Rzymie) – rzymska męczennica chrześcijańska z czasów panowania Dioklecjana, święta Kościoła katolickiego i prawosławnego.
Wspominają o niej jedynie apokryficzne Acta Sebastiani oraz Martyrologium Rzymskie.

## Żywot
Według tradycji Zoe miała być szlachcianką i małżonką dworzanina Nikostrata. Przez sześć lat nie mogła mówić. Miało się to zmienić po spotkaniu ze św. Sebastianem, który był oficerem w straży cesarskiej. Gdy wzywał przebywających w więzieniu braci Marka i Marcelina (późniejszych męczenników) do wytrwania przy Chrystusie, Zoe będąca pod wrażeniem jego niezłomnej wiary, niemym błaganiem poprosiła go o modlitwę w swojej intencji. Cudownie odzyskawszy mowę, nawróciła się przyjmując wraz z mężem chrzest z rąk Polikarpa.
Gdy wybuchły prześladowania, nowo nawróceni chrześcijanie odmówili schronienia się w bezpieczniejszym miejscu i pozostali w Rzymie wraz ze św. Sebastianem, zbierając się potajemnie na nabożeństwach na cesarskim dworze. Zoe miała ponoć szczególne nabożeństwo do Piotra Apostoła. Została pojmana jako jedna z pierwszych, podczas modlitwy na grobie Piotra, w dzień jego wspomnienia – 29 czerwca. W więzieniu spędziła następne dni, poddawana ciężkim torturom, aż w końcu została umęczona – prawdopodobnie 5 lipca w 286 roku. Tradycja mówi, że powieszono ją na gałęzi za włosy nad rozpalonym ogniskiem z obornika, przez co udusiła się dymem. Jej ciało wrzucone do Tybru zostało wydobyte i potajemnie pochowane przez chrześcijan.

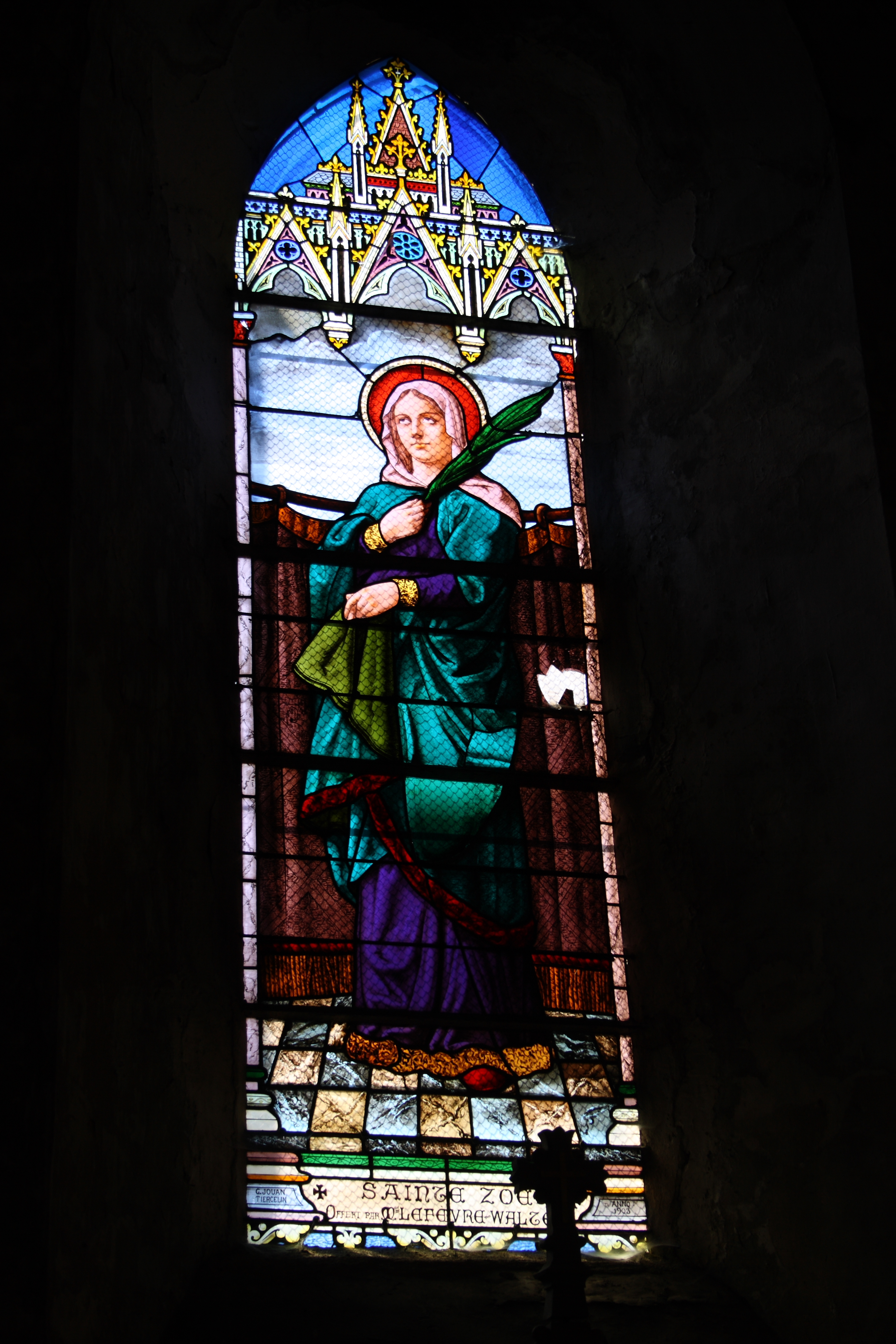
Wyobrażenie świętej na witrażu z 1903 roku w kościele w Nangis
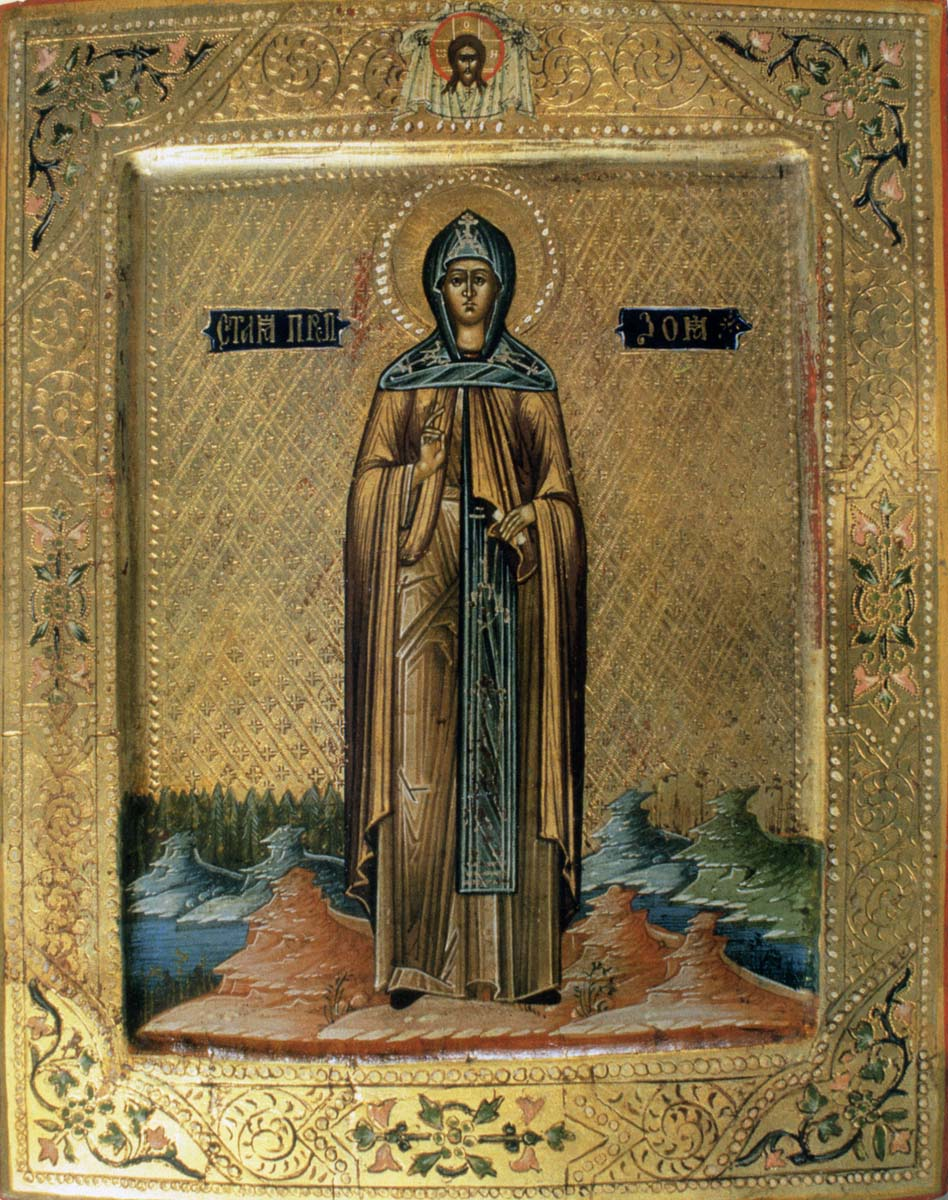
Św. Zoe na rosyjskiej ikonie z 1913 roku
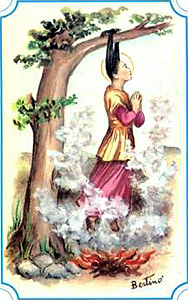
Męczeństwo św. Zoe na grafice autorstwa Bertiniego

## Kult
Relikwie świętej Zoe przechowywane są w bazylice św. Praksedy w Rzymie. Jej wspomnienie w Kościele katolickim obchodzone jest 5 lipca, a w cerkwi prawosławnej 18 grudnia. Jest ona uważana za patronkę niemych, głuchoniemych i dzieci mających trudności w mówieniu.